# 坪定镇
坪定镇，原为坪定乡，是中华人民共和国甘肃省甘南藏族自治州舟曲县下辖的一个乡镇级行政单位。2018年9月撤乡改镇。

## 行政区划
坪定镇下辖以下地区：
垭头村、靖边村、坪定村、骞必诺村、柳坪村、奂坪村、武滩山村和九原村。